# Silesianka - stezka rozhleden a vyhlídkových míst v Euroregionu Silesia

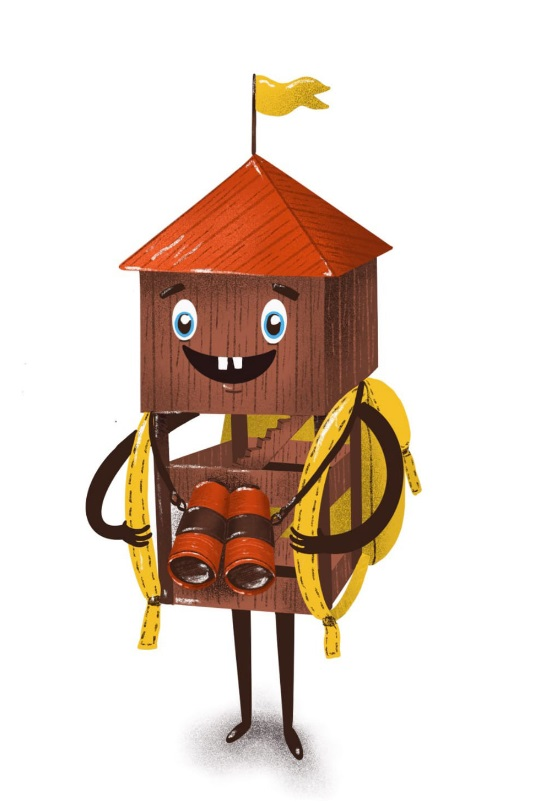
Maskot stezky, který byl vybrán z návrhů dětí základních škol.

Stezka rozhleden a vyhlídkových míst v Euroregionu Silesia, nazvaná Silesianka nebo polsky Szlak Wież i Platform Widokowych w Euroregionie Silesia, je přeshraniční turistická trasa v Česku (Moravskoslezský kraj) a v Polsku (Slezské vojvodství a Opolské vojvodství). Nachází se tahé v regionu Horní Slezsko.

## Popis trasy a její historie
Za podpory peněz z EU, České republiky a Polska vznikl mezinárodní turistický produkt Stezka rozhleden a vyhlídkových míst v Euroregionu Silesia, který spojuje 34 vyhlídek a rozhleden (11 v Polsku a 23 v Česku) s příslušnými turistickými trasami, cyklostezkami, suvenýry, propagací, průvodci, mobilními aplikacemi atp. Cílem projektů je zvýšení návštěvnosti a podpora turistického ruchu, přilákání návštěvníků do turisticky méně exponovaných objektů a posílení přeshraničních vztahů.
Silesianka začala vznikat v roce 2016. Spojila už existující objekty s objekty úplně novými. Postupně bylo postaveno 13 nových rozhleden. Poslední objekty které se připojily ke stezce byly nově postavené rozhledny Halaška, Blahutovice a zrekonstruovaná rytířská bašta ve Wodzisławi Śląském.

## Věrnostní program
Na každé z rozhleden je kovová destička. Návštěvník si ji může obkreslit do vandrbuchu , případně má možnost použít klasické razítko. Poté co takto získá určitý počet potvrzení o návštěvě, v některém z Turistických informačních center získá tematickou odměnu. Potvrzení lze získat i pomocí chytrého telefonu, po zaregistrování na webu stezky. 

## Rozhledny a vyhlídková místa stezky

### Polská část
- Rozhledna (Baborów) – Baborów, okres Głubczyce, Opolské vojvodství
- Vyhlídková věž v staré městské radnici – Głubczyce, Opolské vojvodství
- Vyhlídkové místo v Grabówce – Lubomia, okres Wodzisław, Slezské vojvodství
- Rozhledna Hraniční meandry Odry – Zabełków, okres Ratiboř, Slezské vojvodství
- Dvoupodlažní vyhlídkové místo v Mszaně – Mszana, okres Wodzisław, Slezské vojvodství
- Rozhledna (Pietrowice Wielkie) – Pietrowice Wielkie, okres Ratiboř, Slezské vojvodství
- Rozhledna (Pogrzebień) a vyhlídka – Pogrzebień, okres Ratiboř, Slezské vojvodství
- Platforma widokowa w Oborze – Racibórz, okres Ratiboř, Slezské vojvodství
- Vyhlídková věž na zřícenině hradu v Tworkówě – Tworków, okres Ratiboř, Slezské vojvodství
- Vyhlídková věž ve Włodzieninie – Włodzienin, okres Głubczyce, Opolské vojvodství
- Barbakan - Rytířská bašta ve Wodzisławiu Śląskim – Wodzisław Śląski, okres Wodzisław, Slezské vojvodství

### Česká část
- Bezručova vyhlídka – Hradec nad Moravicí
- Bezručova vyhlídka – Kopřivnice
- Rozhledna Blahutovice – Blahutovice
- Rozhledna Bílá hora – Kopřivnice
- Rozhledna Halaška – Budišov nad Budišovkou
- Rozhledna Hošťálkovice – Ostrava
- Rozhledna Kanihůra – Bílov
- Městská věž Hláska – Opava
- Vysoká pec č. 1 s nástavbou Bolt Tower – Ostrava
- Vyhlídková věž Nové radnice – Ostrava
- Věž Staré radnice – Ostrava
- Památník slezského odboje na Ostré hůrce – Háj ve Slezsku
- Rozhledna Pohoř-Olšová – Pohoř
- Rozhledna Slatina – Slatina
- Rozhledna Sosnová – Sosnová
- Strážní věž hradu Starý Jičín – Starý Jičín
- Rozhledna Šance – Jakubčovice
- Rozhledna Šibenice – Jamnice
- Hrad Štramberk s věží Trúba – Štramberk
- Rozhledna Těchanovická vyhlídka – Staré Těchanovice
- Rozhledna Velký Javorník – Frenštát pod Radhoštěm
- Veselská rozhledna – Odry
- Vyhlídková věž hradu Vikštejn – Radkov

## Další informace
České rozhledny které nemají celoroční volný vstup, a je třeba ověřit otevírací dobu, jsou tyto:
Trúba, Starý Jičín, Věž Staré radnice Ostrava, Věž Nové radnice Ostrava, Bolt Tower, Hláska Opava, Kanihůra a Bílá hora.
Polské rozhledny které nemají celoroční volný vstup, a je třeba ověřit otevírací dobu, jsou tyto:
Radnice v Głubczycach, Tworków, Włodzienin a Wodzisław Śląski.